# جيان ماتيو رانزي
جيان ماتيو رانزي (بالإيطالية: Gian Matteo Ranzi)‏ هو مصارع هاوي إيطالي، ولد في 31 يناير 1948 في فاينزا في إيطاليا.

## وصلات خارجية
- جيان ماتيو رانزي على موقع قاعدة بيانات المصارعة الدولية (الإنجليزية)
- جيان ماتيو رانزي على موقع اللجنة الأولمبية الدولية (الإنجليزية)
- جيان ماتيو رانزي على موقع أوليمبيديا (الإنجليزية)
- جيان ماتيو رانزي على موقع اللجنة الأولمبية الإيطالية (الإيطالية)